# Theyyam

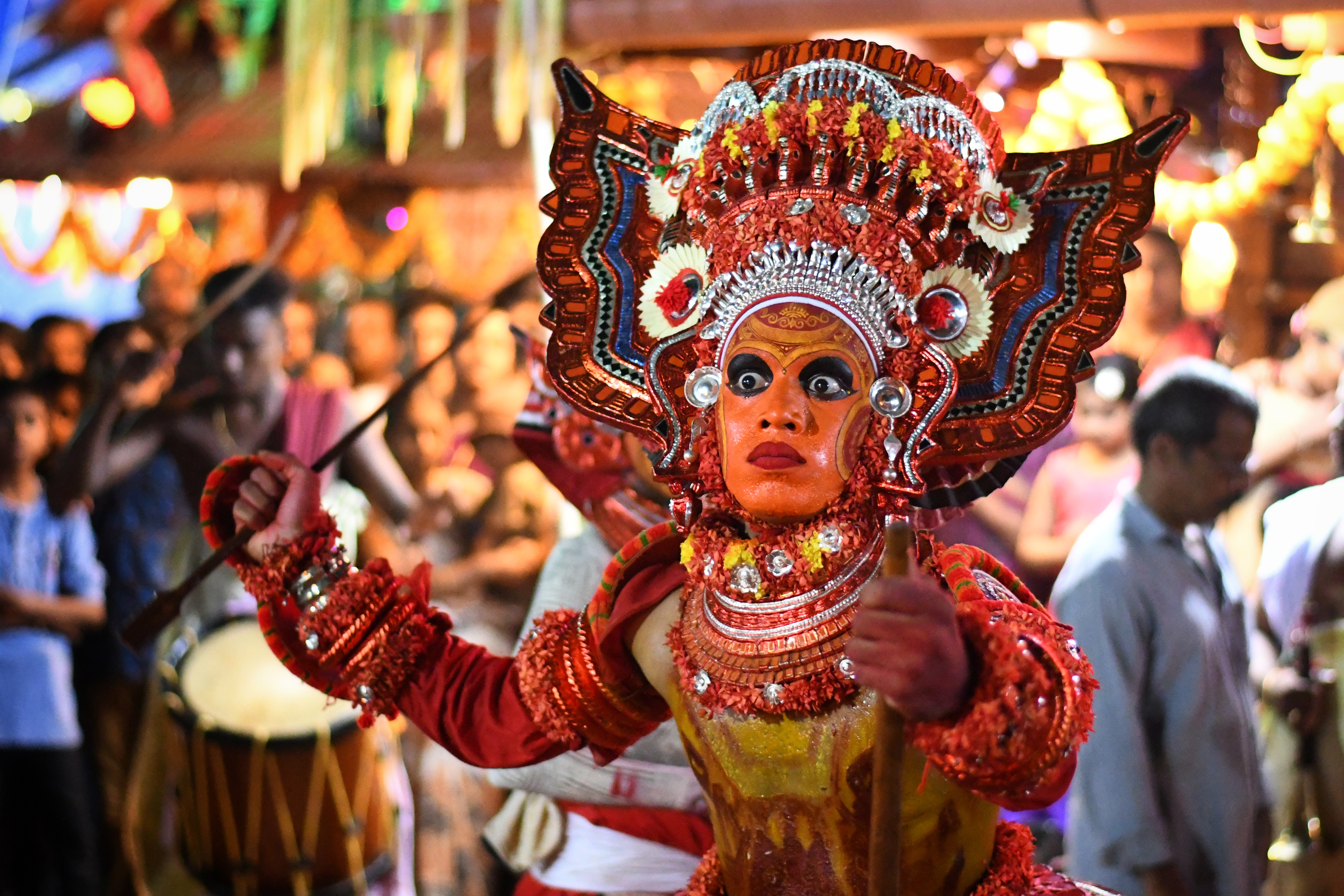
Theyyam eseguito nel piccolo villaggio di Muzhappilangad, nello stato del Kerala

Theyyam (Teyyam, Theyam, Theyyattam) è una forma rituale di danza popolare di adorazione del Kerala e Karnataka, in India.
Il Theyyam consisteva in diverse tradizioni, rituali e costumi millenari. Gli artisti di Theyyam appartengono alla comunità aborigena delle caste inferiori del Kerala e hanno una posizione importante nel Theyyam. Le persone di questi distretti considerano lo Theyyam stesso come un canale verso un dio e quindi cercano benedizioni dal Theyyam.
Ci sono circa 456 tipi di Theyyam; solitamente il rituale è eseguito dai maschi, eccetto il Devakoothu theyyam, l'unico rituale Theyyam eseguito dalle donne nel tempio di Kumbabad Kulam.
In Kerala, il Theyyam viene eseguito prevalentemente nella regione del Nord Malabar (negli attuali distretti di Kasaragod, Kannur, Wayanad e Kozhikode, nel Vadakara e Quilandy). Un'usanza simile è seguita nella regione Mangalore del vicino Karnataka, conosciuta come Bhuta Kola.

## Galleria d'immagini

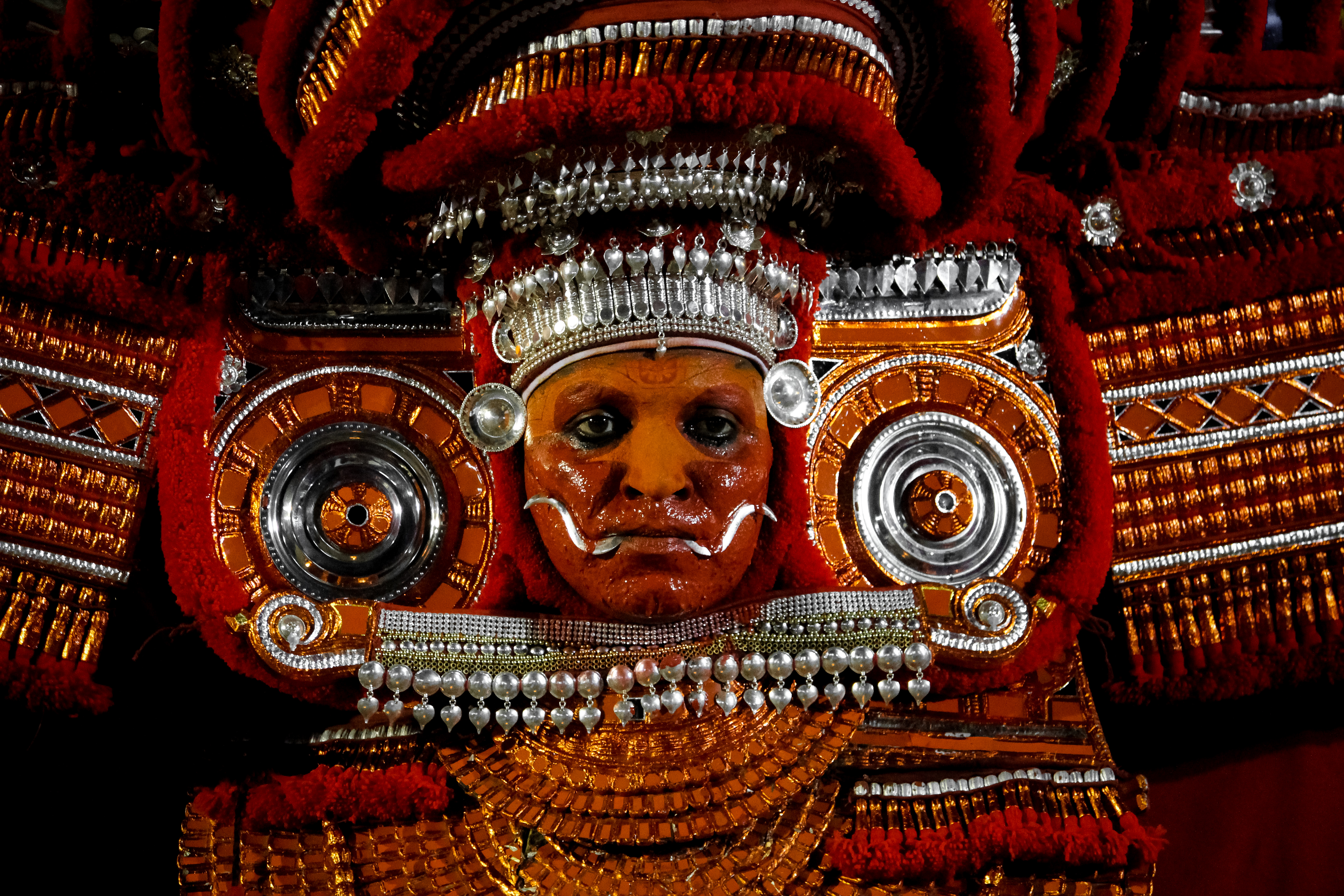
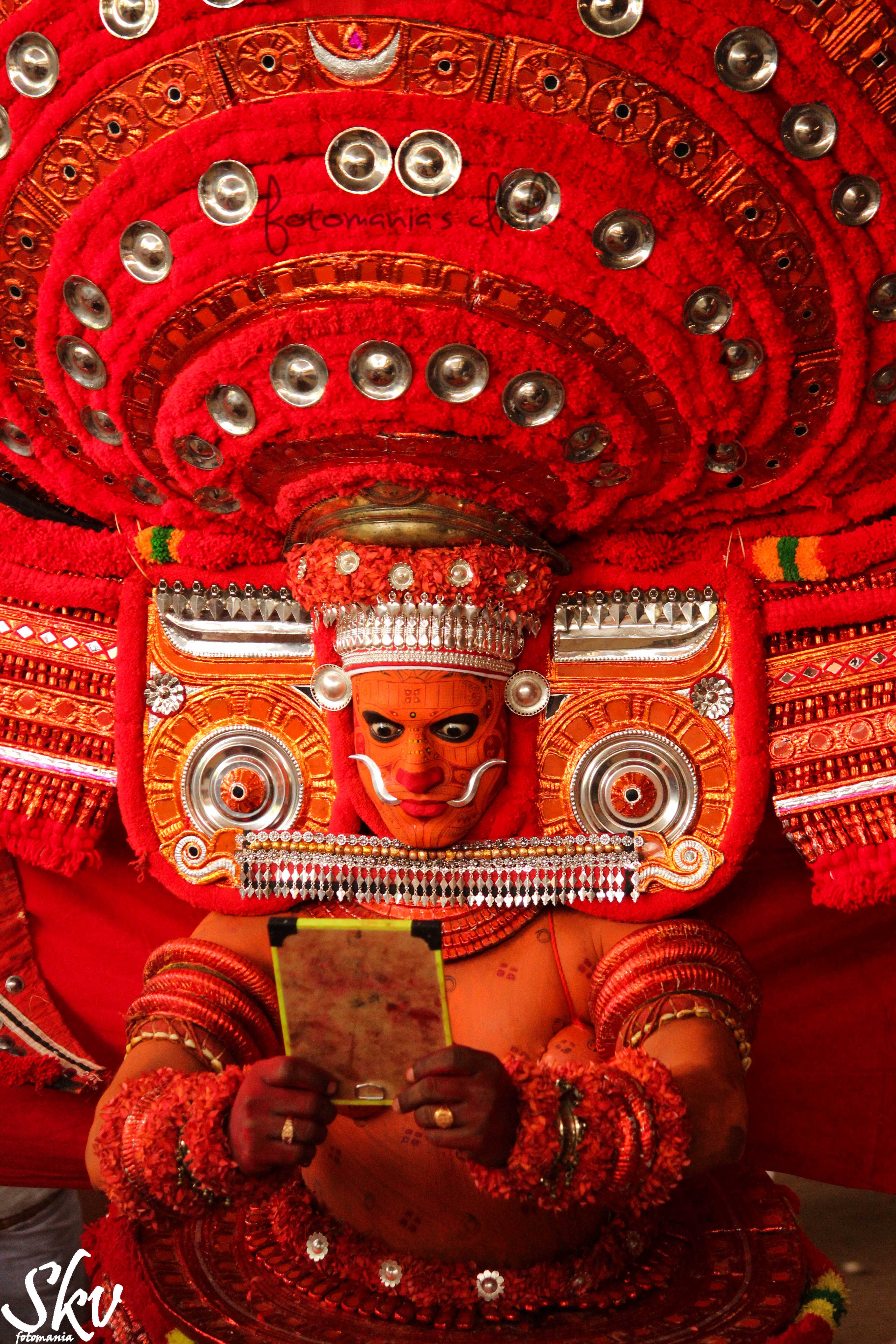
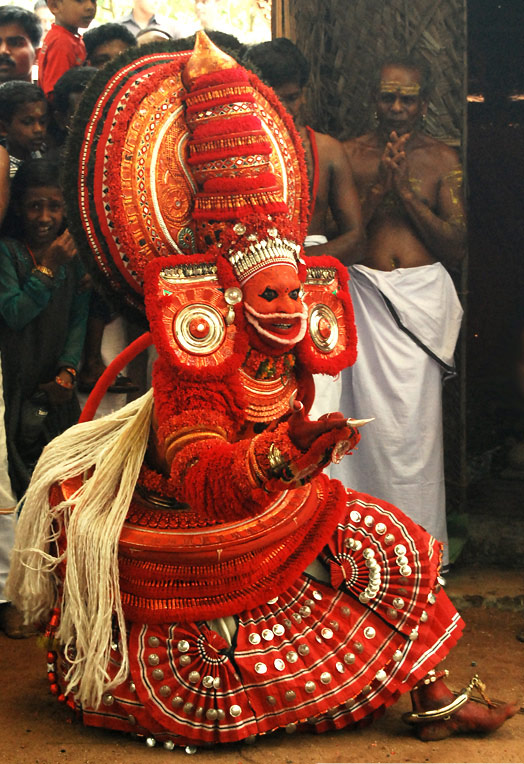
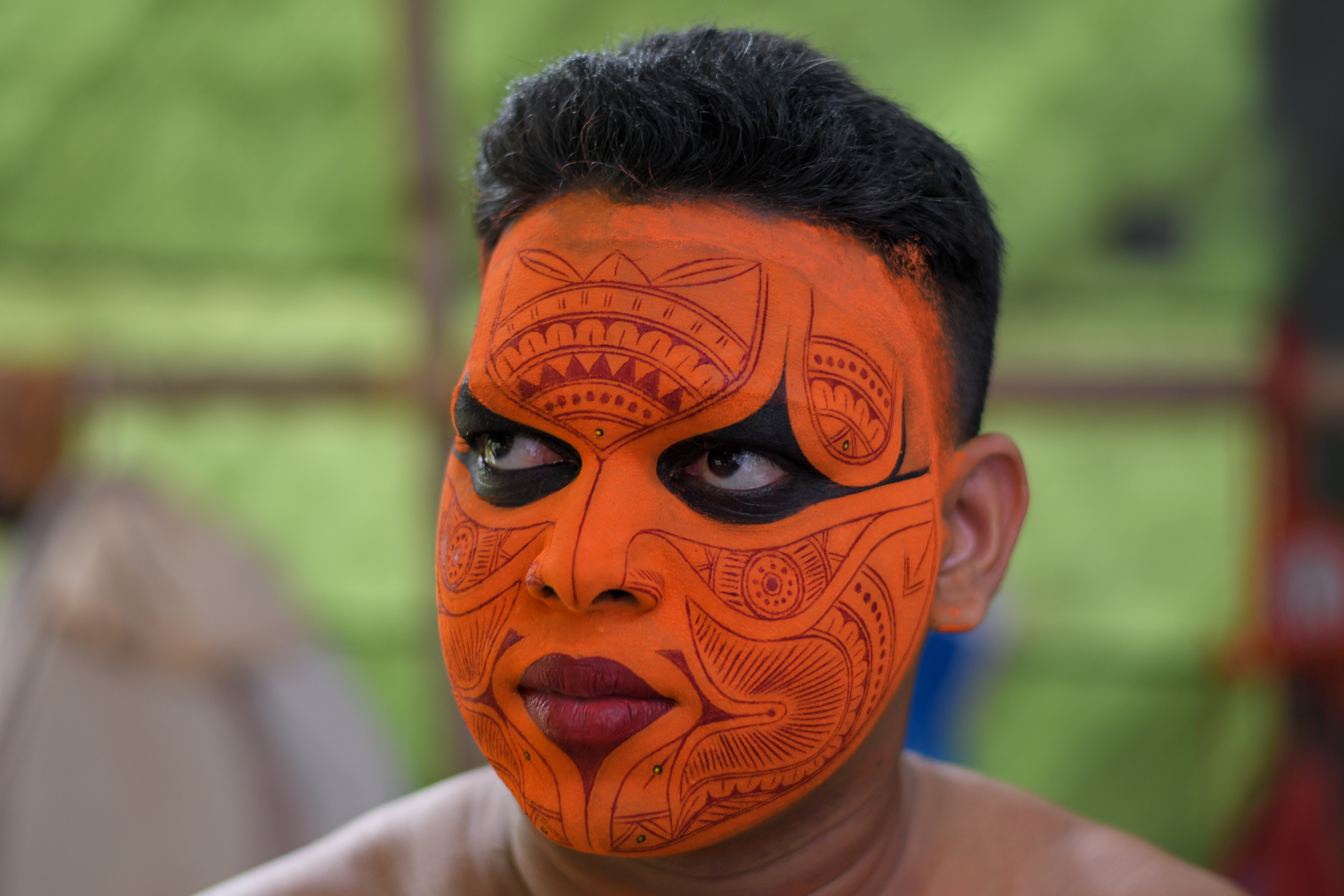
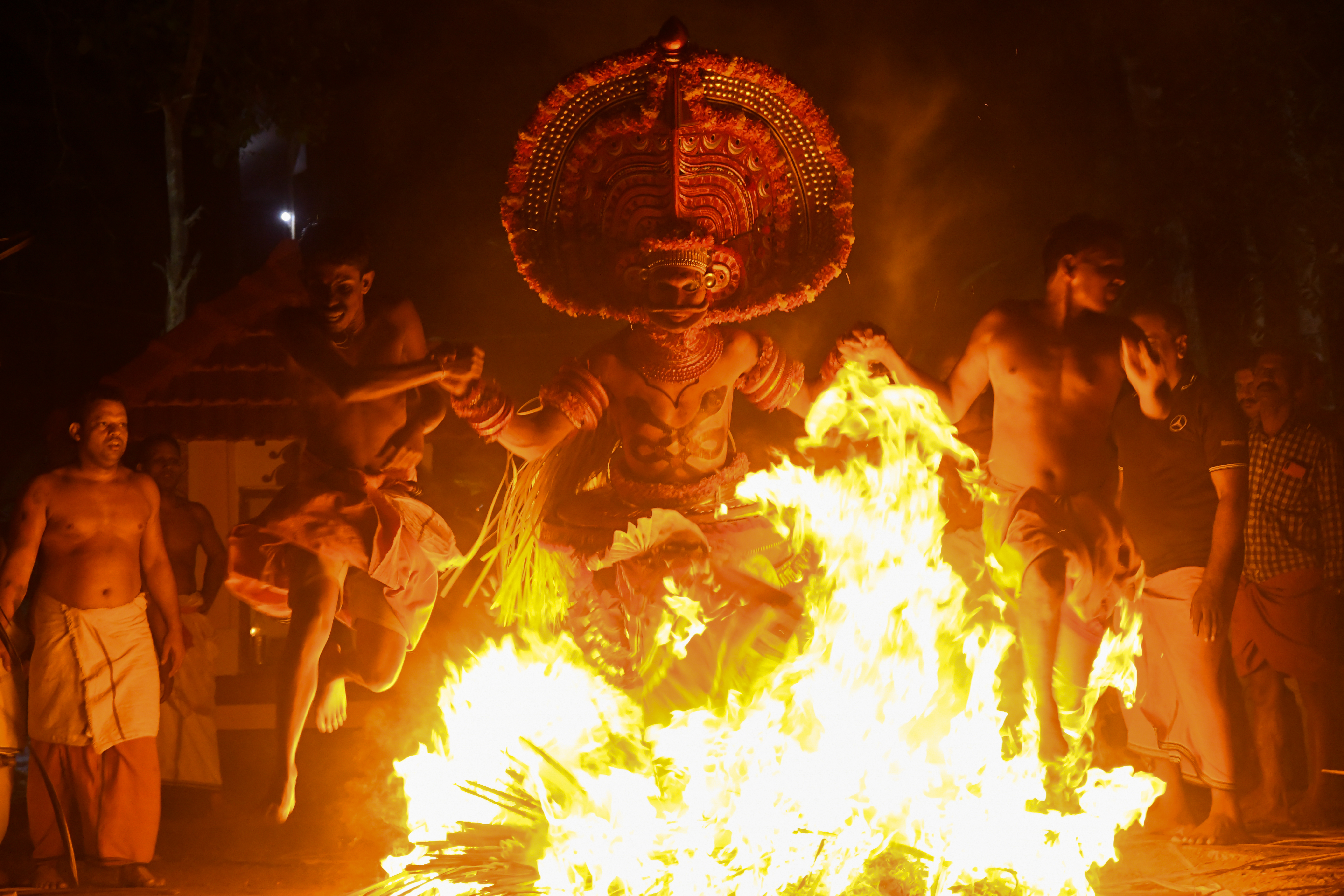
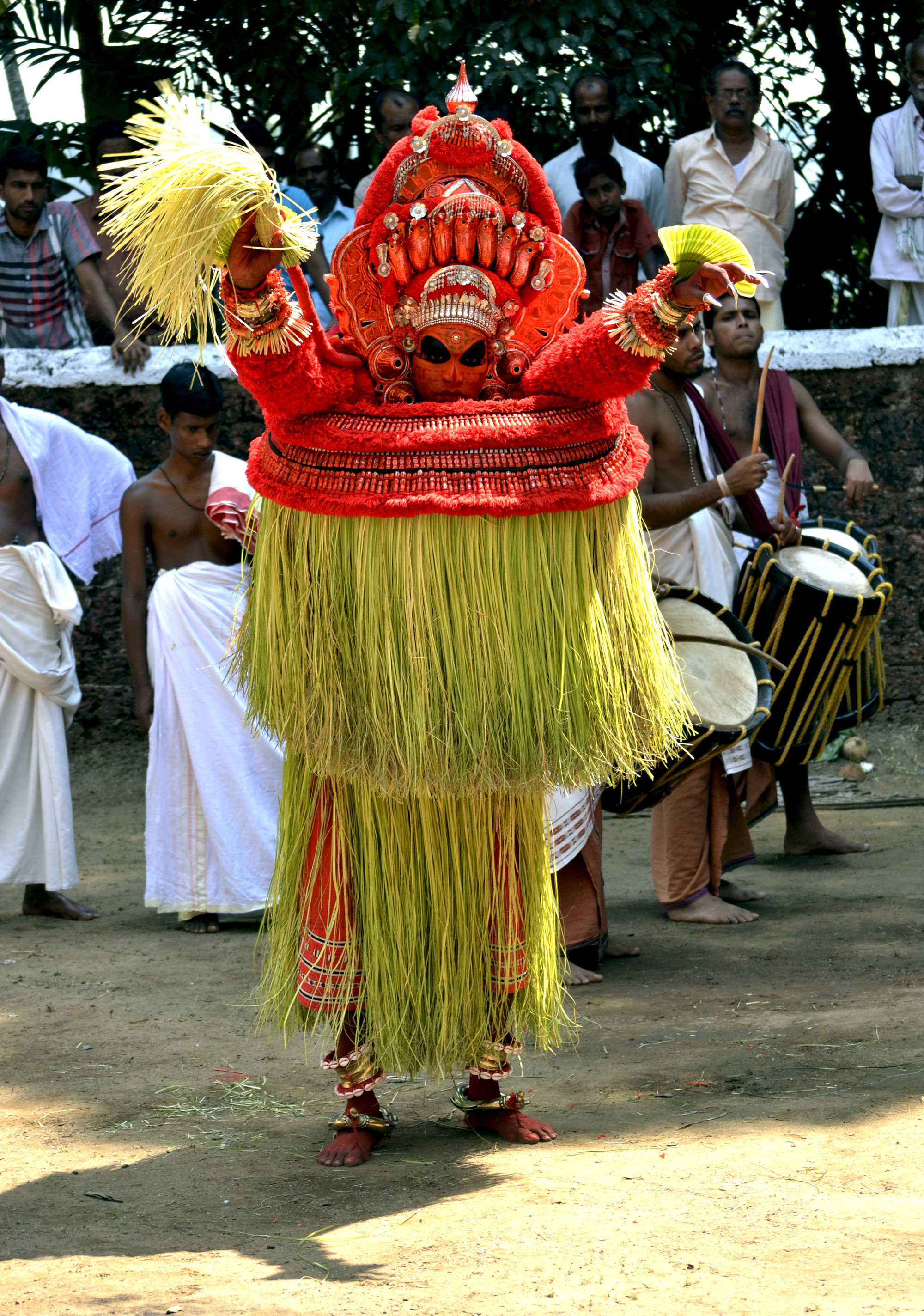
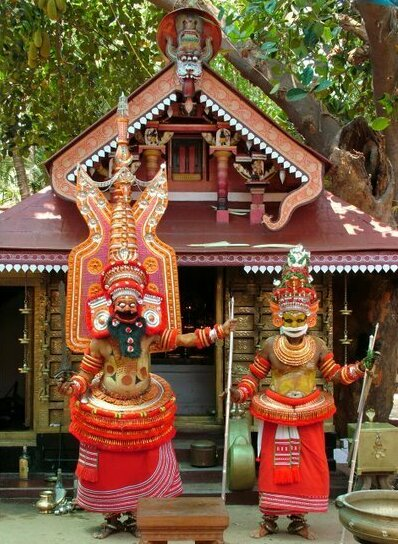
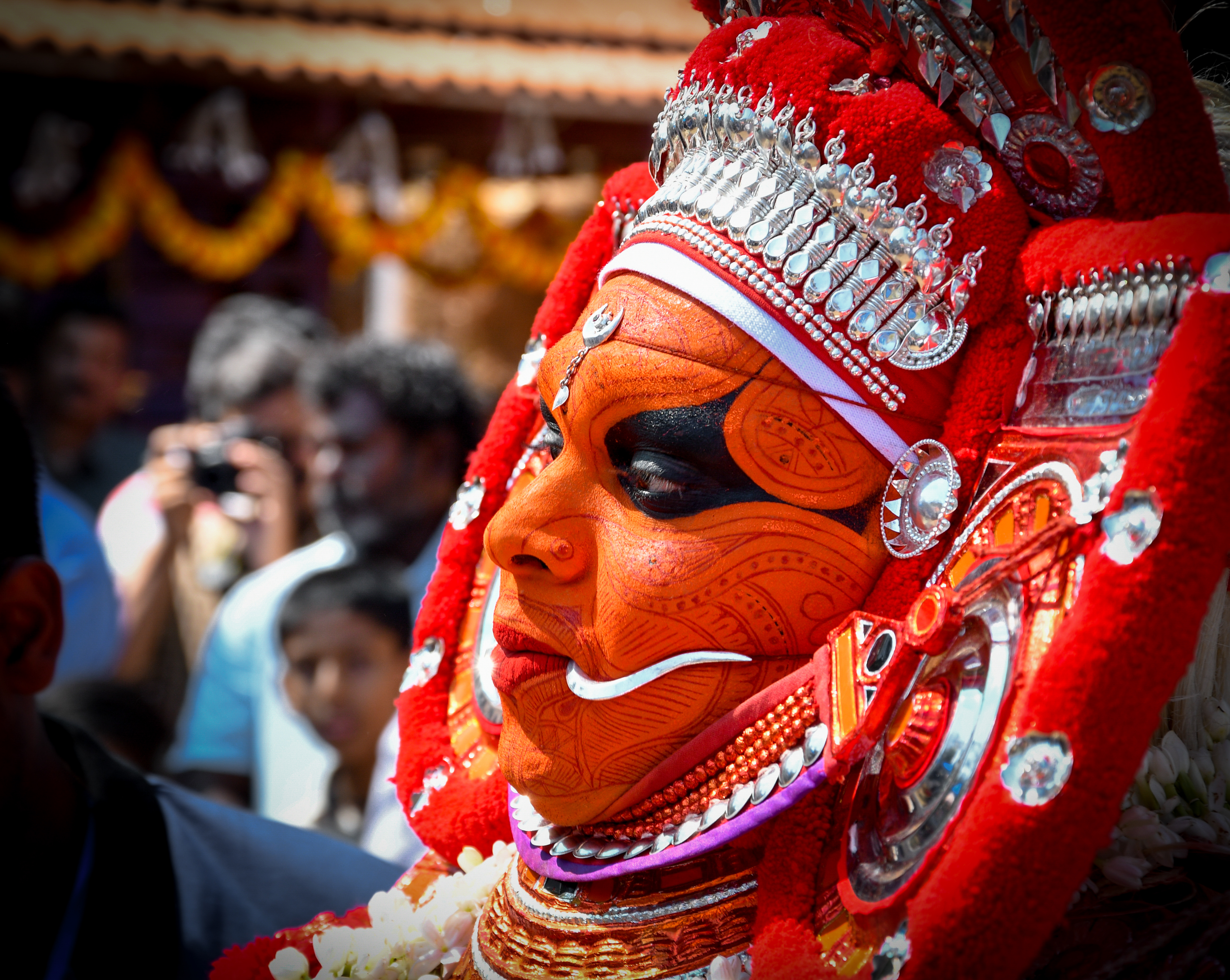
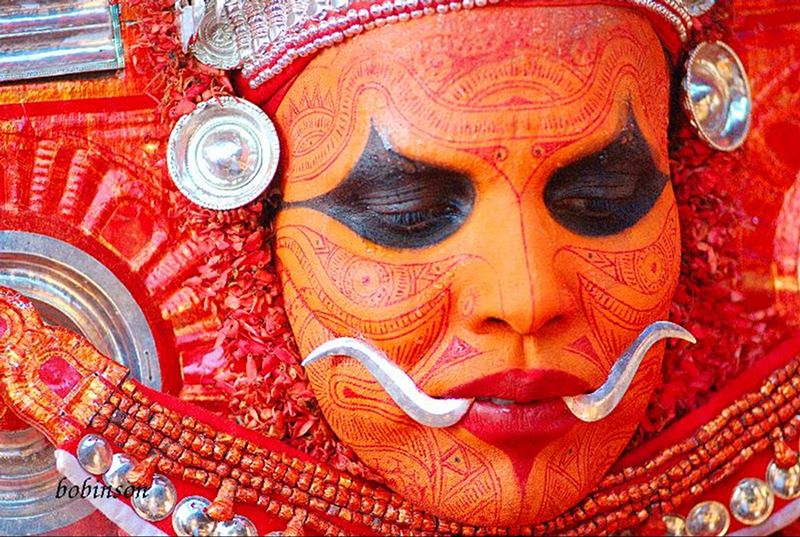